# Polytrichum buchananii
Polytrichum buchananii là một loài rêu trong họ Polytrichaceae. Loài này được Broth. mô tả khoa học đầu tiên năm 1897.
Danh pháp khoa học của loài này chưa được làm sáng tỏ. 